# Georg Fredrik von Walden
Georg Fredrik von Walden den yngre född 28 september 1702 på Husby gård, Husby-Långhundra socken i Uppsala län, död 1754 på Strömsholms slott i Hallstahammar. Son till överstelöjtnanten vid Bohusläns dragonregemente Georg Fredrik von Walden den äldre (1654–1728) och Brita Brandt (död 1746). Beridare vid stallstaten i Stockholm 1719; beridare vid H.M. Konungens hovstall 1724; stallmästare över Strömsholm och Kungsörs stallstater 20 januari 1744; kammarherre. På förslag av arkitekten och friherre Carl Hårleman den 9 november följt av omröstning den 23 november med 18 ja mot 4 nej, invaldes han 1745 som ledamot nummer 91 av Kungliga Vetenskapsakademien, uteslöts 1748, och återupptogs 1749.
Gift 12 maj 1741 i Stockholm med Anna Katarina Dreijer. Dotter till hovurmakaren Herman Dreijer och hans hustru Katarina Menlös.

## Barn
- Göran von Walden (1742-1765), fänrik vid Västerbottens regemente
- Fredrik Herman von Walden (1743-1809), kapten vid amiralitetet
- Karl Sigismund von Walden (1744-1820), kapten i armén
- Gustav von Walden (1746-1746)
- Brita Katarina von Walden (1747-~1820), åldfru vid Strömsholm.
- Görvel von Walden (1748-1814)
- Adolf Fredrik von Walden (1751-~1800), premiäradjutant vid Västerbottens regemente
- Fredrika von Walden (1752-1773)
- Klas Gustav von Walden (1754-?), dog ung.

## Linné
I släktföreningen Den adliga ätten von Walden finns ett brev bevarat i original daterat i Uppsala undertecknat av Carl von Linné till Kungliga Vetenskapsakademien där undertecknad rekommenderar akademien att välja in Georg Fredrik von Walden som medlem för att bli sakkunnig åt undertecknad.